# Globularia nainii
Globularia nainii är en grobladsväxtart som beskrevs av Battand.. Globularia nainii ingår i släktet bergskrabbor, och familjen grobladsväxter. Inga underarter finns listade i Catalogue of Life.